# 함창 허씨
함창 허씨(咸昌許氏)는 경상북도 상주시 함창읍을 본관으로 하는 한국의 성씨이다. 시조 허종항(許從恒)은 허안지(許安止)의 아들로 조선 세종 20년 문과에 급제하여 목사(牧使)를 지냈다. 문헌이 없어 유래나 선계는 알 수 없다.

## 본관
함창(咸昌)은 경상북도 상주시(尙州市)에 속해있는 지명으로 고대에는 고령가야국(古寧伽倻國)이었다. 524년(신라 법흥왕 11) 고동람군(古冬攬郡: 古陵縣)이 설치되었다가 757년(경덕왕 16) 고령군(古寧郡)으로 고쳤으며, 관산현(冠山縣)·가선현(嘉善縣)·호계현(虎溪縣)을 영현으로 관장하였다. 964년(고려 광종 15) 함녕군(咸寧郡)으로 고쳐 1018년(현종 9) 상주(尙州)에 속하게 하였다가 후에 함창현으로 개칭했고, 1172년(명종 2)에 감무를 두면서 독립하였다. 1413년(태종 13) 태종이 현감(縣監)을 두었다. 1895년(고종 32) 지방제도 개정으로 안동부 함창군으로 개편되었다가, 1896년 경상북도 함창군이 되었다. 1914년 군면 폐합으로 폐지되고 상주군에 병합되면서 함창면이 되었고, 1980년에 함창면이 읍으로 승격되었다.

## 인구
대한민국 통계청 인구 조사에서 함창 허씨는 1985년에는 41가구, 186명, 2000년에는 32가구, 115명으로 조사되었다.

## 참고 자료
- “함창허씨(咸昌許氏)”. 뿌리를 찾아서.[깨진 링크(과거 내용 찾기)]